# Santo Domingo de Guzmán (Oaxaca)

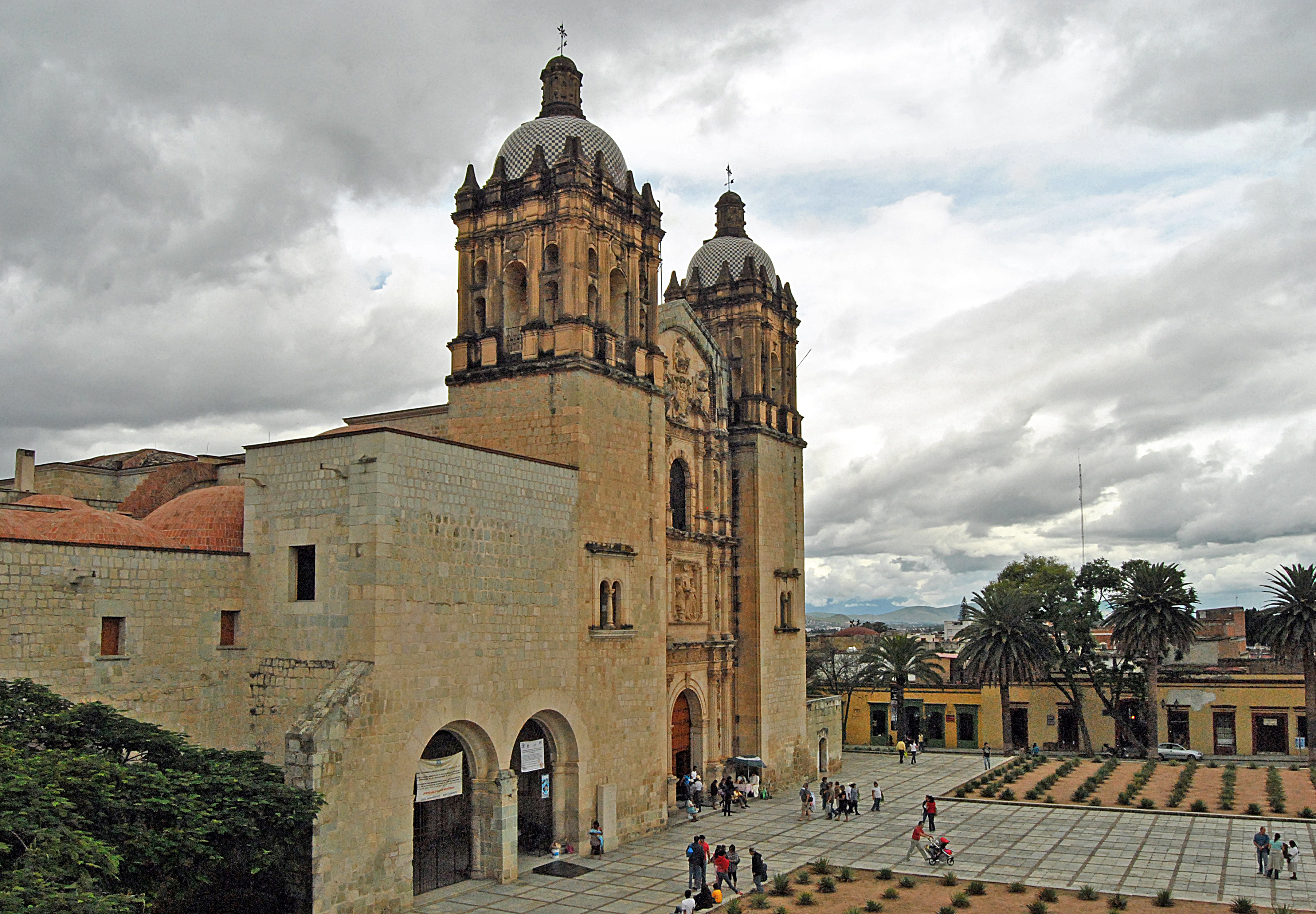
Kirche Santo Domingo de Guzmán, Oaxaca

Die ehemalige Kloster- und Missionskirche Santo Domingo de Guzmán in der ca. 1550 m hoch gelegenen südmexikanischen Großstadt Oaxaca de Juárez ist einer der imposantesten Bauten dieser Art. Sie gehört seit 1979 als Teil des historischen Stadtzentrums von Oaxaca zum UNESCO-Welterbe.

## Lage
Die Kirche befindet sich in einer Seitenstraße ca. 650 m (Fußweg) nordöstlich des Zócalo und der an seinem Rand gelegenen Kathedrale von Oaxaca.

## Geschichte
Die ersten Mönche des Dominikanerordens, denen in weiten Teilen der ehemaligen Provinz Oaxaca die Missionierung der Indios übertragen wurde (z. B. in Yanhuitlan oder Cuilápam), kamen im Jahr 1528. Kirche und Kloster von Santo Domingo de Guzmán in Oaxaca wurden ab dem Jahr 1575 im Auftrag des Ordens erbaut und erst ca. 150 Jahre später fertiggestellt. Das Kloster war aktiv in den Jahren von 1608 bis 1857; danach diente es ungefähr 35 Jahre lang militärischen Zwecken. Ab dem Jahr 1902 wurde die Kirche dem Kultus zurückgegeben. Nach der Rückkehr der Mönche im Jahr 1938 begannen erste Restaurierungsarbeiten; Teile des Klosters dienten seit 1972 als Regionalmuseum. Eine im Jahr 1976 begonnene umfassende Restaurierung wurde im Jahr 1999 abgeschlossen.

## Architektur

### Fassade
Während der Mittelteil der insgesamt im Stil der Renaissance gestalteten Fassade reich dekoriert ist, sind die unteren Teile der seitlichen Türme nahezu schmucklos; lediglich die beiden Glockengeschosse sind nach allen Seiten geöffnet. Über dem Mittelportal befindet sich ein figürliches Relief mit dem hl. Dominikus und einem Konquistador, die ein Kirchenmodell in ihren Händen halten; darüber schwebt der Heilige Geist in Gestalt einer Taube. In den seitlichen muschelartig gewölbten Nischen stehen Figuren von (heiliggesprochenen) Mönchen des Dominikanerordens.

### Kirchenschiff
Das überaus reich dekorierte Kirchenschiff hat einen basilikalen Grundriss, der jedoch keine Seitenschiffe, sondern nur Seitenkapellen aufweist. Über dem Eingangsbereich befindet sich eine reich mit bemalten Stuckreliefs besetzte Orgelempore. Wandsegmente, Deckengewölbe und Vierungskuppel sind ebenfalls dekoriert. Die Apsis wird gänzlich von einem vergoldeten und mit Figuren und Gemälden besetzten Schnitzaltar ausgefüllt, der allerdings ein neues Werk ist und erst im Jahr 1959 geweiht wurde.

## Museum
Im ehemaligen Klosterbereich befindet sich ein doppelgeschossiger Kreuzgang (claustro). In den angrenzenden Räumen ist das Museo de las Culturas de Oaxaca untergebracht, in dem u. a. der Goldschatz aus dem Grab Nr. 7 vom Monte Albán zu sehen ist.